# Ophiostoma angusticollis
Ophiostoma angusticollis är en svampart som först beskrevs av E.F. Wright & H.D. Griffin, och fick sitt nu gällande namn av M. Villarreal 2005. Ophiostoma angusticollis ingår i släktet Ophiostoma och familjen Ophiostomataceae.   Inga underarter finns listade i Catalogue of Life.